# امشب قلبم درد می‌کند
«امشب قلبم درد می‌کند» (به انگلیسی: Tonight the Heartache's on Me) تک‌آهنگی از دیکسی چیکس است که در سال ۱۹۹۹ میلادی منتشر شد.
این تک‌آهنگ در چارت‌های ، جزو ده ترانه اول قرار گرفت.